# 夕食ばんざい
『夕食ばんざい』（ゆうしょくばんざい）は、1982年（昭和57年）4月1日から2000年（平成12年）3月31日まで、フジテレビで放送されていた平日午前11時台の料理番組である。日本テレワーク（現：ネクステップ）と共同制作。

## 番組概要
本番組は『ワイドワイドフジ』の1コーナーとしてスタートし、その後『どうーなってるの?!』まで続いた。収録は、「フジテレビ商品研究所」にて行われた（初期は「新宿リビングブックキッチンスタジオ」より）。
基本的な番組の流れとして、生放送形式の収録（撮って出し）で、ゲスト出演者（またはゲスト料理人）などがレシピを紹介し、調理実演して試食する形式であった。ゲスト出演者も、俳優・子役・お笑いタレント・アイドル・声優・音楽家など幅広くジャンルから出演した。
初代司会者には、女優・声優として知られる大山のぶ代を起用。大山から1990年の庄野真代担当までは、番組タイトルに司会者の冠タイトルが付けられていた（「大山のぶ代の夕食ばんざい」など）。
生活情報雑誌・ESSEと共同で「ESSE夕食ばんざい大賞」を主催。受賞者(主に一般の主婦)が出演し、受賞したレシピを実演することもあった。

### 結城貢時代
1991年9月30日から1998年4月3日までは、料理人・料理研究家である結城貢が司会として担当。結城が司会を務めた期間は、アシスタントとして筒井櫻子や佐藤里佳がサポートをした。この時期は、ゲスト出演者らが調理し、結城が時折料理人の視点から助言、結城やアシスタントが調理のサポートを行った。基本的に服装は、アシスタントやゲスト出演者はエプロンであったのに対し、結城は甚平を着用した。
毎週金曜日の放送は、結城自ら考案したレシピを紹介し、実演する形を取った。このうち年に数回は、アシスタントである佐藤自ら考案したレシピを実演することもあった。
1993年10月4日から10月7日からの4日間は、俳優であり料理人としての顔持つ梅宮辰夫が出演。この際、全ての調理工程を梅宮に任せ、結城のみ調理中退出する形を取った。
1994年9月8日・9月9日放送では、中国・上海で収録し、結城が現地の中華料理を披露した。
この期間はコーナーが終わる際に必ず結城が「『夕食ばんざい』でした!スタジオにお返しします!」と一言挨拶して締めくくるのが定番だった。

## 歴代出演者
| 期間      | 期間      | メイン司会 | アシスタント |
| --------- | --------- | ---------- | ------------ |
| 1982.4.1  | 1984.3.30 | 大山のぶ代 | （不在）     |
| 1984.4.2  | 1988.4.1  | 大和田獏   | （不在）     |
| 1988.4.4  | 1990.3.30 | 庄野真代   | （不在）     |
| 1990.4.2  | 1991.9.27 | 筒井櫻子   | （不在）     |
| 1991.9.30 | 1992.10.2 | 結城貢     | 筒井櫻子     |
| 1992.10.5 | 1998.4.3  | 結城貢     | 佐藤里佳     |
| 1998.4.6  | 2000.3.31 | 中井美穂   | （不在）     |

### 備考
- 佐藤がアシスタント担当時、佐藤が海外取材やスポーツ中継等の取材で不在時はシルビアが代役を務めていた。

## ネット局と放送時間
全編任意ネット枠のため、同時間帯は『のりゆきのトークDE北海道』や『痛快!エブリデイ』など自社制作の放送、あるいは再放送などに差し替えていた北海道文化放送や東海テレビ、関西テレビなどでは、週末朝などの時間帯に前週に上記ネット局で放送された内容から、ゲストが出演した月曜から木曜のうち2日分あるいは片方を金曜の結城またはアシスタントが料理を行った回で構成した2本立ての15分番組に再編成して、1週遅れ・1日のみで放送していた。
「奥さまリビング」等の別タイトルで放送していたネット局は▲。

### 同時ネット局
- フジテレビジョン - 制作局
- 北海道文化放送（一時期のみ）
- 岩手めんこいテレビ（1991年4月開局から）
- 山形テレビ（1993年3月26日まで[1]）
  - 放送時間は月曜 - 金曜11:00 - 11:25（『ジョーダンじゃない!?』内）[1]。
  - テレビ朝日系列へのネットチェンジのため打ち切り。1993年3月29日～3月31日は別番組を編成（3月30日・3月31日は『勇者特急マイトガイン』を放送）[1]。
- さくらんぼテレビジョン（1997年3月17日から[2]）
  - 1997年4月1日の開局前サービス放送（試験放送）中
- 仙台放送
- 福島テレビ - ▲
- 新潟総合テレビ[注 2]（一時期のみ）
- 長野放送[3]
- テレビ静岡 - ▲
- 山陰中央テレビ[注 3]
- 岡山放送[注 4] - ▲
- テレビ新広島 - ▲
- 愛媛放送[注 5] - ▲
- 高知さんさんテレビ（1997年3月のサービス放送中から）
- テレビ西日本（一時期のみ） - ▲
- テレビ長崎
- テレビ熊本
- 鹿児島テレビ（一時期のみ）

## 関連番組
昼前ワイド番組枠
- ワイドワイドフジ
- 荒川強啓のらくらくTOKIO
- 美味しんぼ倶楽部
- 生島ヒロシのおいしいフライパン
- 生島ヒロシのもっと・自由な生活
- 奥さまお手をどうぞ!
- ザ・ビッグチャンス!
- ジョーダンじゃない!?
- どうーなってるの?!

過去に放送されたフジテレビの料理番組
- 郁恵のお料理がんばるゾ!
- 郁恵の今日何にする?
- 郁恵・井森のお料理BAN!BAN!
- 郁恵・井森のデリ×デリキッチン!
- おしえて!うれしぴ
- らいぶdeキッチン
- キッチン de SHOW

### その他
- ESSE - 番組内でのレシピが掲載されていた。
- とぶくすり - 番組内のコントで加藤浩次（極楽とんぼ）が、結城をモデルにした『結城みみず』というキャラクターを演じていた。